# Kees Kelfkens
Cornelis Johannes (Kees) Kelfkens  (Utrecht, 20 juni 1919 – Amsterdam, 18 december 1986) was een Nederlands grafisch ontwerper, illustrator, tekenaar en boekbandontwerper. Hij werd opgeleid aan de Koninklijke Academie voor Beeldende Kunsten Den Haag.
Kelfkens verwierf vooral naam met zijn vele, opvallende omslagen voor de in 1966 begonnen reeks Privé-Domein van De Arbeiderspers. De omslagen van deze reeks worden nog steeds naar zijn basis lay-out ontworpen.
Ook apart is het bandontwerp van Acht verhalen en sprookjes van Anne Frank (1929-1945), geschreven in de periode tussen 1943 en 1944, tijdens haar verblijf in het Achterhuis. Met een nawoord van Annie Winkler-Vonk. De tekeningen in dit boek zijn eveneens van de hand van Kelfkens. Het is een uitgave van uitgeverij Contact uit 1949.
Verder zijn er affiches van Kelfkens bekend, waaronder een voor de Boekenweek van 1956. Hij was lid van de Vereniging van Reclameontwerpers en Illustrators (VRI).
Kelfkens ontwierp ook de omslagen van de eerste Nederlandse druk van De Hobbit en In de Ban van de Ring.
- Bibsys: 6069806
- Biografisch Portaal: 61164739
- Digitale Bibliotheek voor de Nederlandse Letteren: kelf004
- Gemeinsame Normdatei: 1042451990
- International Standard Name Identifier: 0000 0000 7167 5735
- Library of Congress Control Number: no2009161298
- Nationale Bibliotheek van Israël: 987007597467505171
- Nederlandse Thesaurus van Auteursnamen: 069788707
- RKD-Nederlands Instituut voor Kunstgeschiedenis: 43775
- Système universitaire de documentation: 200138928
- Union List of Artist Names: 500697418
- Virtual International Authority File: 101499335
- WorldCat: E39PBJd3M7DFqGMv3hc8WtcgKd